# Don Murray
Don Murray, nome completo Donald Patrick Murray (Los Angeles, 31 luglio 1929 – Goleta, 2 febbraio 2024), è stato un attore statunitense.
Ottenne una candidatura all'Oscar al miglior attore non protagonista per la sua interpretazione in Fermata d'autobus (1956), al fianco di Marilyn Monroe.

## Biografia

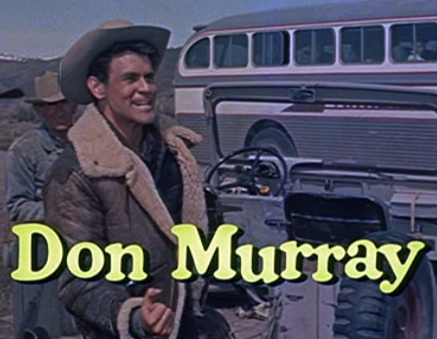
Don Murray nel trailer di Fermata d'autobus (1956)

Don Murray, figlio di una ballerina e di un coreografo, studiò e si diplomò all'American Academy of Dramatic Arts. Alto e di bell'aspetto, debuttò sul grande schermo con il film Fermata d'autobus (1956) di Joshua Logan, nel quale interpretò il giovane e ingenuo ranchero del Montana che fa la corte a Marilyn Monroe, ruolo che gli valse una candidatura al premio Oscar al miglior attore non protagonista. Durante le riprese del film s'innamorò dell'attrice Hope Lange, che divenne sua moglie poco dopo, fino al divorzio nel 1961 e da cui ebbe due figli, Christopher (19 marzo 1957) e Patricia (1 febbraio 1958). 
L'anno successivo replicò il successo grazie al ruolo di un morfinomane nel dramma sociale Un cappello pieno di pioggia (1957) di Fred Zinnemann, personaggio che interpretò con intensa sensibilità, accanto a Eva Marie Saint e Anthony Franciosa. Nello stesso anno apparve in La notte dello scapolo (1957) di Delbert Mann, che ebbe altrettanto successo.
Artista e uomo dai solidi valori morali ed etici, le sue scelte professionali furono spesso motivate dal principio secondo cui il cinema debba essere al servizio della comunità. In tale ottica, Murray lavorò alla produzione e alla sceneggiatura del film Le canaglie dormono in pace (1961) di Irvin Kershner, del quale fu anche interprete nel ruolo di un gesuita dedito alla carità.
Obiettore di coscienza durante la guerra di Corea, in quell'occasione scelse di lavorare in Europa assistendo orfani e rifugiati. In seguito, la sua carriera fu più volte condizionata dal rifiuto di ruoli inconciliabili con la sua concezione della moralità. Dopo gli anni dell'esordio, recitò in altri film degni di nota quali Il fronte della violenza (1959) di Michael Anderson, Tempesta su Washington (1962) di Otto Preminger, L'ultimo tentativo (1965) di Robert Mulligan, Kid Rodelo (1966) di Richard Carlson e Una vampata di vergogna (1971) di Mark Robson. 
Fu l'attività di regista, veste nella quale debuttò nel 1972 dirigendo il film La croce e il coltello, a permettergli di esercitare un ampio controllo del soggetto e a realizzare prodotti caratterizzati da un forte impegno sociale. Attivo anche in televisione fin dalla fine degli anni sessanta, nel 1979 entrò nel cast del telefilm California, con il ruolo di Sid Fairgate, uscendone solo due anni dopo. Successivamente apparve in pochi film, tra cui Amore senza fine (1981) di Franco Zeffirelli e Peggy Sue si è sposata (1986) di Francis Ford Coppola, per poi diradare ulteriormente le sue apparizioni sul grande schermo.

## Filmografia parziale

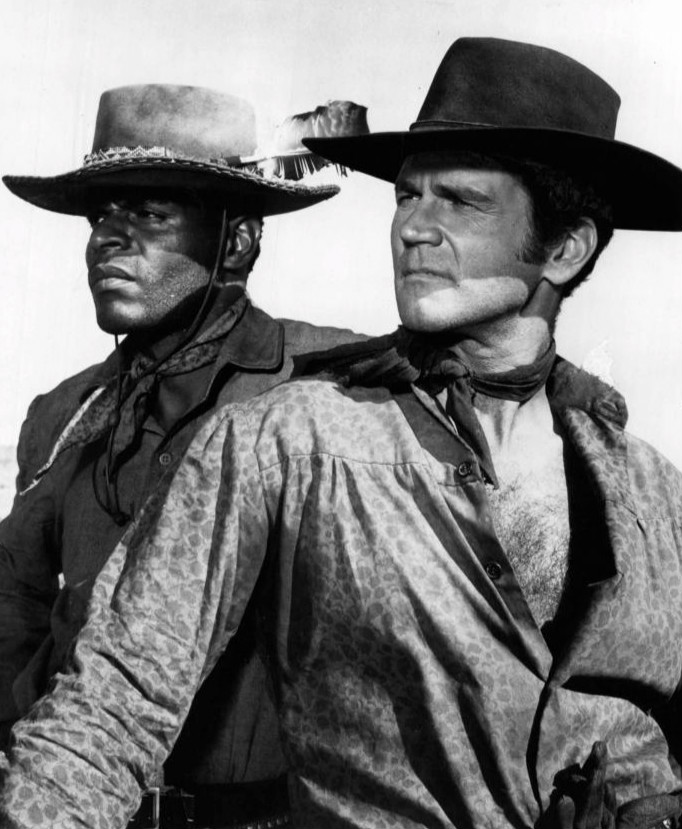
Don Murray e Otis Young nella serie Sui sentieri del West (1968)

### Cinema
- Fermata d'autobus (Bus Stop), regia di Joshua Logan (1956)
- La notte dello scapolo (The Bachelor Party), regia di Delbert Mann (1957)
- Un cappello pieno di pioggia (A Hatful of Rain), regia di Fred Zinnemann (1957)
- L'uomo che non voleva uccidere (From Hell to Texas), regia di Henry Hathaway (1958)
- Il re della prateria (These Thousand Hills), regia di Richard Fleischer (1959)
- Il fronte della violenza (Shake Hands with the Devil), regia di Michael Anderson (1959)
- Un piede nell'inferno (One Foot in Hell), regia di James B. Clark (1960)
- Le canaglie dormono in pace (The Hoodlum Priest), regia di Irvin Kershner (1961)
- Tempesta su Washington (Advise & Consent), regia di Otto Preminger (1962)
- Il muro della paura (Escape from East Berlin), regia di Robert Siodmak (1962)
- One Man's Way, regia di Denis Sanders (1964)
- L'ultimo tentativo (Baby the Rain Must Fall), regia di Robert Mulligan (1965)
- Kid Rodelo, regia di Richard Carlson (1966)
- I dominatori della prateria (The Plainsman), regia di David Lowell Rich (1966)
- Sweet Love - dolce amore (Sweet Love, Bitter), regia di Herbert Danska (1967)
- La regina dei vikinghi (The Viking Queen), regia di Don Chaffey (1967)
- Una vampata di vergogna (Happy Birthday, Wanda June), regia di Mark Robson (1971)
- 1999: conquista della Terra (Conquest of the Planet of the Apes), regia di J. Lee Thompson (1972)
- Amore senza fine (Endless Love), regia di Franco Zeffirelli (1981)
- Radioactive Dreams, regia di Albert Pyun (1985)
- Peggy Sue si è sposata (Peggy Sue Got Married), regia di Francis Ford Coppola (1986)
- Accadde in paradiso (Made in Heaven), regia di Alan Rudolph (1987)
- I fantasmi non possono farlo (Ghosts Can't Do It), regia di John Derek (1989)

### Televisione
- The United States Steel Hour – serie TV, episodio 3x18 (1956)
- Sui sentieri del West (The Outcasts) – serie TV, 26 episodi (1968-1969)
- Alla conquista del West (How the West Was Won) – serie TV, 3 episodi (1977)
- Rainbow, regia di Jackie Cooper – film TV (1978)
- California (Knots Landing) – serie TV, 34 episodi (1979-1982)
- Il ritorno dei Rebels (Return of the Rebels), regia di Noel Nosseck – film TV (1981)
- Diritto alla vita (License to Kill), regia di Jud Taylor – film TV (1984)
- Matlock – serie TV, episodio 2x01 (1987)
- Hotel – serie TV, episodio 4x14 (1987)
- La signora in giallo (Murder, She Wrote) – serie TV, episodio 10x06 (1993)
- Twin Peaks – serie TV, 8 episodi (2017)

## Doppiatori italiani
- Pino Locchi in Fermata d'autobus, La notte dello scapolo, Un cappello pieno di pioggia, Un piede nell'inferno, L'uomo che non voleva uccidere, Il re della prateria
- Giuseppe Rinaldi in Il fronte della violenza, Tempesta su Washington
- Cesare Barbetti in Kid Rodelo, I dominatori della prateria
- Sergio Graziani in 1999: conquista della Terra
- Danilo Bruni in Dan August
- Dario De Grassi in California
- Sergio Fantoni in Amore senza fine
- Giancarlo Padoan in Peggy Sue si è sposata
- Sergio Di Stefano in Matlock
- Gino La Monica ne La signora in giallo
- Manlio De Angelis in Accadde in paradiso
- Carlo Valli in Twin Peaks

## Riconoscimenti
- Premi Oscar 1957 – Candidatura all'Oscar al miglior attore non protagonista per Fermata d'autobus